# Eskilstuna kommun
59°22′N 16°31′Ø / 59.367°N 16.517°Ø
Eskilstuna kommun er den nordvestligste kommune i landskabet Södermanland i Södermanlands län i Sverige. Hovedbyen er Eskilstuna.  
Eskilstuna kommune ligger mellem søerne Hjälmaren og Mälaren. Eskilstunaån løber gennem kommunen.

## Byer
Eskilstuna kommune har femten byer.
Indbyggere pr. 31. december 2005.
| #   | By              | Indbyggere |
| --- | --------------- | ---------- |
| 1.  | Eskilstuna      | 69.005     |
| 2.  | Torshälla       | 7.614      |
| 3.  | Hällbybrunn     | 3.374      |
| 4.  | Skogstorp       | 2.803      |
| 5.  | Ärla            | 1.281      |
| 6.  | Kjulaås         | 851        |
| 7.  | Hållsta         | 804        |
| 8.  | Kvicksund*      | 772        |
| 9.  | Hällberga       | 625        |
| 10. | Västra Borsökna | 482        |
| 11. | Alberga         | 410        |
| 12. | Torshälla huvud | 399        |
| 13. | Sundbyholm      | 317        |
| 14. | Tumbo           | 295        |
| 15. | Bälgviken       | 260        |

- * Kvicksund ligger også i Västerås kommun og har totalt 1 714 indbyggere

## Eksterne kilder og henvisninger
- Wikimedia Commons har flere filer relateret til Eskilstuna kommun
- ”Kommunarealer den 1. januar 2012” Arkiveret 26. december 2018 hos  Wayback Machine (Excel). Statistiska centralbyrån.
- ”Folkmängd i riket, län och kommuner 30 juni 2012”. Arkiveret 16. november 2012 hos  Wayback Machine Statistiska centralbyrån.